# Florence Nightingale
Florence Nightingale, OM, (Firenze, Toszkánai Nagyhercegség, 1820. május 12. – London, Egyesült Királyság, 1910. augusztus 13.) angol ápolónő és statisztikus. A modern nővérképzés, valamint a betegellátás reformjának elindítója. Ő alkalmazott először statisztikai megközelítést a betegápolás hatékonyságának elemzésére, így a bizonyítékokon alapuló orvoslás egyik úttörőjének tekinthető. Azt hirdette, hogy az alapvető méltósághoz és a megfelelő ellátáshoz mindenkinek alapvető joga van, nemtől, nemzetiségtől és vallási felekezettől függetlenül.

## Élete
Szülei hónapokon keresztül tartó nászútja során, az itáliai Firenzében született (a leányt a város angol nevére keresztelték). Apja William Edward Nightingale (született Shore, 1794–1875), a whig pártba tartozó liberális, tehetős bankár, anyja Frances Smith (1789–1880) volt. A család felváltva a derbyshire-i Lea Hurst és a hampshire-i Embley Park udvarházakban tartózkodott, időnként egy-egy rövidebb londoni tartózkodást közbeiktatva. Florence neveltetése során szerteágazó műveltségre tett szert, beszélt görögül, latinul, olaszul, franciául és németül, s a korban rendhagyó módon nőként betekintést nyerhetett a filozófia, a matematika és a történettudomány rejtelmeibe. Utóbbi kettő különösen nagy hatással volt szemléletére. Szülei kiváló partit szántak leányuknak, de miután Florence tizenhét éves korában Isten hangját vélte hallani, megszállottan keresni kezdte isteni küldetését, s azon fáradozott, hogy életének értelmet adó hivatását meglelje. Így, miután úgy érezte, a betegek és sérültek ápolásában megtalálta hivatását, úgy döntött, nem vállalja a házasság rabságát és 1849-ben felbontotta hétéves jegyességét Richard Monckton Milnes báróval.

## Betegápolói munkássága
Már korábban, 1844-ben titokban részt vett egy három hónapos nővérképző tanfolyamon a salisburyi gondozóházban. Bár felháborodott szülei megtiltották, Florence gyakran segédkezett betegek gondozásában és idejének jelentős részét kórházak látogatásával töltötte. A család nagyon rosszallóan nézett ápolói ambícióira, mivel az akkori korban ez a foglalkozás alantas, megvetett tevékenységnek számított, ami a körülményeket figyelembe véve nem is volt teljesen alaptalan. Az 1840-es évek második felében titokban közegészségügyi tanulmányokat olvasott. 1850 nyarán szülei megpróbálták elterelni a figyelmét az elesettekről és európai körutazásra küldték. Görögországból hazafelé tartva megszakította útját, s a németországi, Düsseldorf melletti Kaiserswerth protestáns diakonissza nővéreinek ápolási tevékenységét tanulmányozta. Hazatérése után, 1851-ben – immár szülei beleegyezésével – visszatért Kaiserswerthbe, és három hónapon keresztül a diakonisszák mellett dolgozva kitanulta az ápolónői mesterséget. Már ekkor elkezdte kidolgozni terveit egy hatékonyabban működő, humánusabb kórházi ellátásra. 1853. augusztus 22-én Londonban kapott állást, mint a Harley Street-i "Beteg Úrihölgyek Kórházának" fizetés nélküli főfelügyelő nővére. Miközben megélhetését szülei 500 fontos havi apanázsa biztosította, ő elkezdte megvalósítani reform elképzeléseit, melyek közül az egyik legfontosabb az alábbi gondolat volt:
Furcsának tűnhet ezt kijelenteni, de a legelső követelmény egy kórház iránt az, hogy ne ártson a betegnek.

## A krími háború és a betegápolási reformok

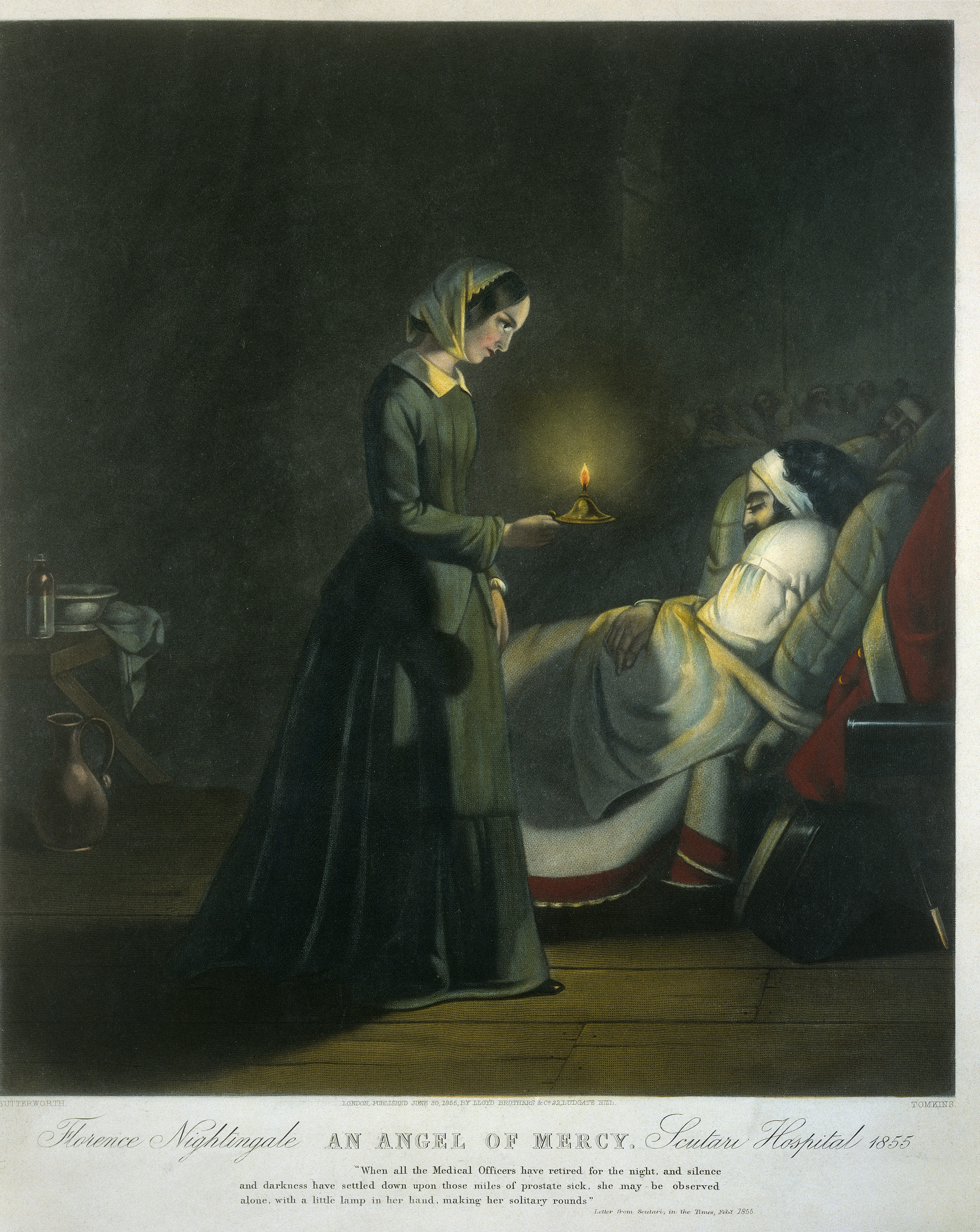
Florence Nightingale, a "Kegyelem Angyala" szokásos éjszakai lámpás "őrjárata" alatt egy sebesülttel

A krími háború (1853–1856) hadifrontjáról szóló tudósításokból a brit közvélemény szörnyű képet kapott az ottani kórházakban ápolt sebesültek és körülményeik állapotáról. Ezért 1854-ben Sidney Herbert külügyminiszter közbenjárására harmincnyolc ápolónőt rendeltek az akkor már komoly elismerésnek örvendő, a feladatra önként jelentkező Nightingale felügyelete alá, akiket ő maga választhatott ki. Az ápolói testület november 4-étől a törökországi Üsküdarban felállított Selimiye hadi kórházban ápolta a háború brit sebesültjeit. Nightingale-t sokkolták a hadszíntér közelében található ideiglenes kórház nyomorúságos körülményei, a télen is fűtetlen, piszkos kórtermek, a szegényes élelmezés, a gyógyszerellátás akadozása. Miután átvette a nővéri ügyelet vezetését, a megfelelő higiénés körülmények megteremtésén és az ellátás színvonalának emelésén fáradozott. A kórház területén elhullott állati tetemek és szemét eltakarításával, a lefolyók folyamatos tisztításával, valamint tiszta ágyneműk és megfelelő élelem biztosításával elérte, hogy néhány hónap leforgása alatt az általa felügyelt kórházba került sebesültek korábban 42%-osra rúgó halálozási arányszáma 2,2%-ra csökkent. Az alárendelt nővérekkel szigorúan bánt, jó néhányukat elbocsátotta, többen pedig miatta kérték áthelyezésüket másik hadi kórházba.
Hogy a nővérek és a sebesült katonák közötti, akkoriban mindennaposnak számító testi érintkezésnek elejét vegye, éjszakánként lámpással kezében járőrözött a kórház folyosóin. Ez a kép ragadta meg leginkább kora közvéleményének figyelmét, s 1855 februárjában az Illustrated London News lapjain megjelent „a lámpás hölgy” (The Lady with the lamp) első ábrázolása. Az elnevezés élete végéig elkísérte. Nightingale egy csapásra híres lett hazájában, maga Viktória királynő is rokonszenvvel szemlélte tevékenységét, s a főnővér szigorú, de önfeláldozó alakja ihlette 1857-ben Santa Filomena című verse megírására Henry Wadsworth Longfellow-t is. Nightingale szolgálata 1856 júliusában ért véget Üsküdarban, s miután augusztusban visszatért hazájába, a királynő egyik bizalmas barátja lett.
Viktória királynő rokonszenvének és figyelmének volt köszönhető, hogy a hadügyminisztériumnak (War Office) a hadsereg egészségügyi helyzetével foglalkozó osztálya a Nightingale által írt jelentések és ajánlások alapján 1859-ben megszervezte a Katonai Orvosi Iskolát (Army Medical School). Bizonyítékainak hatására nemcsak a brit orvosi ellátást szervezték át, de jelentősen javították a katonák elszállásolásának körülményeit is. William Farr statisztikus és John Sutherland, az Egészségügyi Tanács munkatársának közreműködésével elvégzett elemzései alapján ugyanis kiderült, hogy kb. 16-18.000 haláleset megelőzhető betegségek és nem háborús sebesülések által következett be a brit haderő kötelékeiben.

## Tudományos eredményei

Florence Nightingale poláris diagramja a krími háborúban kezelt sebesültek halálozási arányainak változásáról az általa bevezetett intézkedések hatására

A krími háborúban elért teljesítményét a kor vezető orvosai nem akarták elismerni, tekintélyük aláásásának tartották az újító törekvéseket. Nightingale azonban képzett statisztikus is volt, és számszerűen ki tudta mutatni, hogy az általa vezetett tábori kórházban ápolt katonák közül sokkal kevesebb halt meg, mint a higiénét mellőző kórházakban, és ezzel bizonyította, hogy ezekben a kórházakban nemhogy javították volna, hanem valójában jelentősen rontották a betegek, sebesültek életben maradásának esélyeit. Eredményeinek szemléltetésére feltalálta a kördiagram egy új változatát, a poláris diagramot, mellyel az egyes változtatásokról vezetett feljegyzéseit látványos módon tudta összevetni a halálesetek számának változásaival, egyértelmű korrelációt mutatva ki az ápolás sikeressége és a higiéniai állapotok között. Szemléletében megelőzte korát, a tudományos orvoslás előfutárának tekinthető, a számszerűsíthető eredményekre alapozó bizonyítékokon alapuló orvoslás úttörője volt, szakmai körökben őt tekintik a máig jelentős módszer első következetes alkalmazójának.

## Késői évei és hatása az utókorra
Naponta 20 órát volt talpon, s mikor elindult a törökországi kórházak végig látogatására, elkapta a krími lázat. Ekkor nem sokon múlott, hogy túlélte a betegséget, később pedig gyakran reumás fájdalmak gyötörték, de megtört egészsége ellenére is fáradhatatlanul dolgozott a reformok végigvitelén. Nőként nem volt egyszerű dolga egy férfiak által uralt világban, de kimondottan ügyesnek bizonyult elveinek és eredményeinek a nagyközönség előtti bemutatása terén is.
1858-ban ő lett ez első olyan nő, akit a Királyi Statisztikai Társaság tagjává választottak, és később az Amerikai Statisztikai Társaság is tiszteletbeli tagjává választotta. 1859-ben alapítványt hozott létre, s a közadakozásból befolyt 45 ezer font segítségével 1860. július 9-én megnyílt a londoni Szent Tamás Kórház (Saint Thomas’ Hospital) Nightingale-féle tanintézete, ahol az ő elképzelései alapján és felügyelete alatt folyt a nővérképzés. Ugyanebben az évben jelent meg alapvető közegészségügyi munkája Notes on nursing (’Jegyzetek az ápolónői tevékenységről’) címen, ami az első ápolói kézikönyvnek tekinthető. Megreformálta a tábori kórház rendszert, kidolgozta a katonai egészségügy elszámolási rendszerét, amit 1947-ig használtak. Foglalkozott a bábaasszonyok és dologházi ápolók helyzetével, egyesületeket alapított és szerteágazó szakértői tevékenységet is végzett. Élete kései szakaszában a szakszerű nővérképzés fontosságát hirdette és bemutatókat tartott hazájában, illetve az Amerikai Egyesült Államok kórházaiban, az 1880-as évektől pedig a szülésznők munkájának elismertetéséért is harcolt. 1883-ban életműve elismeréseképpen Viktória királynő a Királyi Vörös Kereszt (Royal Red Cross) kitüntetésben részesítette. 1907-ben – első nőként a birodalomban – a királytól megkapta az angol Becsületrendet. Utolsó éveiben egészségi állapota már akadályozta a mozgásban, s 1901-re látását is elvesztette, de 1910. augusztus 13-án bekövetkezett haláláig folyamatosan küzdött az egészségügyi reformok megvalósításáért.
Florence Nightingale megteremtette a betegápolás etikai alapjait. Mivel az ápolónőktől kiemelkedő szakmai tudás mellett erkölcsi tisztaságot is követelt, sikerült megbecsült hivatássá emelnie a nővéri munkát. Ennek elismeréseként minden év május 12-én, az ő születésnapján ünnepelik világszerte az Ápolók Világnapját, s az ő tiszteletére lett a lámpás az ápolás nemzetközi jelképe.
Ha valaki olyan életet él, amely mindenki számára fejlődést hoz, és ez a fejlődés állandó, nem hal meg vele, az ilyen ember életét Igaz Életnek nevezhetjük.
Számos irodalmi művet ihletett, többek között Kertész Erzsébet A lámpás hölgy című regénye is az ő életét dolgozza fel, ugyanakkor több film is készült, amelyek az ő történetét mutatják be.
A Vissza a jövőbe (1985) című filmben is megemlítik a nevét.